# UFC 147
UFC 147: Silva vs. Franklin II é um evento de artes marciais mistas organizado pelo Ultimate Fighting Championship. O evento aconteceu dia 23 de junho de 2012 no Estádio Jornalista Felipe Drummond o Mineirinho, Belo Horizonte, Brasil.

## Background
As finais dos torneios dos Pesos Penas e Pesos Médios do The Ultimate Fighter: Brasil estão previstas para serem realizadas neste evento.
A possibilidade de mudar a data ou localização de UFC 147 tem sido sugerido. A mudança é devido a um conflito com a Conferência das Nações Unidas, Rio+20, que ocorrerá durante o mesmo período de tempo como o evento do UFC. Na conferência de imprensa pós-luta do UFC on Fuel TV: Gustafsson vs. Silva o presidente do UFC, Dana White, disse que a situação está sendo trabalhada e uma decisão final não foi atingida.
Em 20 de abril, de acordo com um relatório publicado no Sherdog.com, o evento deverá ocorrer em 23 de junho de 2012, no entanto, o local mudou. O evento está previsto para ocorrer no Estádio Jornalista Felipe Drummond em Belo Horizonte. A revanche entre Anderson Silva e Chael Sonnen foi movida para o UFC 148 em 07 de julho de 2012 em Las Vegas, Nevada e a revanche entre Vitor Belfort e Wanderlei Silva se tornou o main-event. Em 24 de abril, as mudanças em relação a Silva/Sonnen foram confirmadas. Planos estavam sendo feitos para que o Campeão dos Pesos Penas José Aldo, que estava programado para defender seu título no UFC 149, fizesse a luta principal do evento. No entanto, foi relatado em 28 de abril de 2012, que José Aldo permaneceria no card do UFC 149 para defender seu título contra Erik Koch.
Em 26 de maio, Vitor Belfort foi forçado a retirar-se do evento depois de quebrar sua mão esquerda durante um treinamento. Wanderlei Silva agora vai enfrentar Rich Franklin. Franklin e Wand se enfrentaram anteriormente em junho de 2009 no UFC 99, onde Franklin derrotou Wand por decisão unânime em uma luta que ganharam o prêmio de Luta da Noite.
Devido ao grande número de alterações no card principal, o UFC ofereceu um reembolso total para quem não quiser ver o evento ao vivo. Esta é a primeira vez na história do UFC que acontece um reembolso total antes do evento acontecer, e o tempo para receber o reembolso foi apenas de três dias: 18 de Junho e 20 de Junho de 2012.

## Card Oficial
Nota 1 Venceu o TUF: Brasil Peso-Médio.

Nota 2 Venceu o TUF: Brasil Peso-Pena.

## Bônus da Noite
Os lutadores receberam U$S 65 mil em bônus.
- Luta da Noite (Fight of the Night):  Wanderlei Silva vs.  Rich Franklin
- Nocaute da Noite (Knockout of the Night):  Marcos Vina
- Finalização da Noite (Submission of the Night):  Rodrigo Damm